# Buhłów
Buhłów (ukr. Буглів) – wieś na Ukrainie, w obwodzie tarnopolskim, w rejonie krzemienieckim.